# 최용달
최용달(崔容達, 1902년 ~ ?)은 일제강점기 한국의 사회주의자, 노동운동가, 교육인, 공산주의 이론가이다. 강원도 양양군 출생.

## 생애
1925년 함흥고등보통학교를 졸업하고, 경성제국대학에 제2기로 입학하였다. 예과에서 본과로 진학할 때에 법학부를 지원하였다.
1927년 박문규·이강국·유진오 등과 함께 교내서클인 경제연구회에 가입, 공산주의 이론 및 식민지시대 한국 실정에 대한 공부를 하였고, 1929년 원산부두노동자 파업 때 진상을 조사, 보고하기 위한 경제연구회 대표로 파견되기도 하였다.
졸업한 뒤에도 경성제국대학에 조수로 남아 학업을 계속하는 한편, 1930년 졸업생들이 주축이 된 《신흥(新興)》의 발간에 간여하기도 하였다.
그 뒤 보성전문학교 교수로 다년간 재직하며 주로 법철학을 공부하였다. 박문규·이강국 등과 같이 광복 직전 비밀결사인 여운형의 조선건국동맹에 참여하였다.
최용달은 친일 전향자 단체인 대화숙에 가입하여 친일인명사전에 수록되었다.
광복이 되자 건국동맹을 주축으로 조선건국준비위원회 결성에 참여하여 8월 22일 유석현·장권·정의식 등과 함께 치안부 책임을 맡기도 하였다. 같은해 9월 백남운을 위원장으로 하여 조직된 조선학술원 상임위원을 역임하다가 월북하였고, 11월 북조선인민위원회에 참여하였으며, 1946년 2월 사법국장을 역임하고 조선노동당 결성에도 참여하였다.
1948년에는 조선민주주의인민공화국 헌법을 기초하였다. 그 해 8월 최고인민회의 제1기 대의원을 역임하였으나, 한국전쟁 이후 잠적하여 소식이 끊겼다. 일설에는 남로당 숙청 당시 ‘반역자’로 몰려 숙청되었다고 알려져 있다.